# Cârna
Cârna est une commune roumaine située dans le județ de Dolj.